# Space Foundation
Die Space Foundation ist eine Non-Profit-Organisation, die auf „Weltraumtechnologien“ und Raumfahrtmissionen aufmerksam machen möchte. Sie unterstützt Unternehmen mit Veranstaltungen und Auszeichnungen.

## Geschichte
Am 21. März 1983 wurde die Organisation in Colorado Springs als IRS 501(c)(3) gegründet. Das erste Space Symposium wurde 1984 veranstaltet und die Space Technology Hall of Fame fing 1988 an.

## Standorte
Der Hauptsitz befindet sich in Colorado Springs, Colorado, seit der Gründung 1983. Außerdem hat die Space Foundation Sitze in Houston, Los Angeles und Washington D.C.

## Führung
| Chief Executive Officer | Thomas E. Zelibor |                     |                  |                   |               |                |                 |
| Chief Operating Officer | Shelli Brunswick  |                     |                  |                   |               |                |                 |
| Chief Financial Officer | Holly Roberts     |                     |                  |                   |               |                |                 |
| (Senior) Vice President | Steve Eisenhart   | Elizabeth Y. Wagner | Bryan J. DeBates | Richard B. Cooper | Thomas Dorame | Jane Rasplicka | Kathleen Vinson |
| Sonderberater           | William V. Parker |                     |                  |                   |               |                |                 |

## Space Symposium
Space Symposium ist eine alljährliche Veranstaltung im „The Broadmoor“-Hotel in Colorado Springs, Colorado, USA, mit dem Thema Weltraum. 2016 kamen 12.000 Menschen zu den Ausstellungen, Reden und Diskussionen, die von 189 Unternehmen gesponsert und beigewohnt wurden. Die ersten 29 Jahre hieß die Veranstaltung „National Space Symposium“, wurde aber 2014 in „Space Symposium“ umbenannt, um das globale Interesse widerzuspiegeln. Außerdem werden jedes Jahr dort die Prestige-Preise vergeben.

## Space Technology Hall of Fame
| Jahr | Ausgezeichnete |
| ---- | --- |
| 1988 | - Verbessertes Feuerwehr-Atemluft Filtersystem (improved Firefighter's Breathing System) - NASA Structural Analysis Computer Software - Abwasserklärung mit Wasserhyazinthengewächsen (Sewage Treatment With Water Hyacinths) - Programmierbares Implantierbares Medikamenten-System (programmable Implantable Medication System) - Leistungsfaktor-Regler (Power Factor Controller) |
| 1989 | - Kabellose elektrische Werkzeuge (Cordless Tools) - Kratz-resistente Linsen (Scratch Resistant Lenses) - Fabrikdach Aufbau (Fabric Roof Structures) |
| 1990 | - Heat Pipe Systems (Heat Pipe Systems) - Sicherheits-Furchen (Safety Grooving) |
| 1991 | - Implantierbarer Automatischer Cardioverter Defibrillator (Automatic Implantable Cardioverter Defibrillator) - PMR-15 Polyimid Harz (PMR-15 Polyimide Resin) |
| 1992 | - Earth Resources Laboratory Applications Software - Direct Readout Satellite System |
| 1993 | - Physiological Monitoring Instrumentation - Liquid-Cooled Garments |
| 1994 | - Excimer Laser Angioplasty System - Digital Image Processing – Medical Applications |
| 1995 | - Parawings or Hang Gliders - Anti-Corrosion Coatings |
| 1996 | - Radiant Barrier - Anti-Shock Trousers - Fire-Resistant Aircraft Seats |
| 1997 | - Advanced Communications Technology - Stereotactic Breast Biopsy Technology |
| 1998 | - Global Positioning System - Tempur Foam |
| 1999 | - Heart Defibrillator Energy Source - Miniature Accelerometer - Active Pixel Sensor - DeBakey Blood Pump |
| 2000 | - X-1R Advanced Lubricants - Direct Broadcast Satellite (DBS) - Light-Emitting Diodes for medical applications |
| 2001 | - Data Matrix Symbology - Video Image Stabilization - Registration (VISAR) - Quantum Well Infrared Photodetectors (QWIP) |
| 2002 | - Satellite Radio Technology |
| 2003 | - Cochlear Implant - Virtual Window - VisiScreen (Ocular Screening System) - Monolithic Microwave Integrated Circuit Technology - Humanitarian Demining Device - Digital Latching Valve |
| 2004 | - Multi-Junction (MJ) Space Solar Cells - LADARVision 4000 - Precision Global Positioning System (GPS) Software - MedStar Monitoring System |
| 2005 | - Hyperspectral Imaging Systems - NanoCeram Superfilters - InnerVue Diagnostic Scope System - Outlast Technologies - Inc. Smart Fabric Technology |
| 2006 | - iRobot PackBot Tactical Mobile Robot - Novariant AutoFarm RTK AutoSteer |
| 2007 | - Emulsified Zero-Valent Iron - Microbial Check Valve |
| 2008 | - ArterioVision - Petroleum Remediation Product - ResQPOD |
| 2009 | - Aerodynamic Vehicle Design - Micro Algae Nutritional Supplements |
| 2010 | - Eagle Eyes - Digital Fly-By-Wire |
| 2011 | - Commercial Earth-Imaging Satellites - Intrifuge CellXpansion |
| 2012 | - Flexible Aerogel Insulating System - Early Fire and Smoke Detection System – FireWatch |
| 2013 | - GATR Ground Antenna Transmit and Receive - Mediphan - DistanceDoc and MedRecorder |
| 2014 | - Cospas-Sarsat - NeuroArm – Symbis Space Robotics |
| 2015 | - Chronos Vision Technology - Seismic Damper Technology |
| 2016 | - Medtronic LaRC S-I - WATEX Remote-sensing data |
| 2017 | - Radiant Catalytic Ionization (RCI) - Staged Nutrient Release Fertilizer |
| 2018 | - Mynaric Miniaturized Laser Terminals - High-Strength, Wear Resistant Aluminum Alloy (NASA 398) |
| 2019 | - SpiraFlex Interim Resistive Exercise Device (iRED) - Ka-Band Software-Defined Radio (SDR)/Harris AppSTAR™ Architecture |

## Space Certification

### Ziel
Das Certified Space Technology-Programm von The Space Foundation möchte Bewusstsein für die Vorteile von Weltraumtechnologie für normale kommerzielle Zwecke auf der Erde schaffen und ausweiten. Produkte und Dienstleistungen, die mit dem Siegel ausgezeichnet sind, stammen von oder sind Technologien, die eigentlich für die Raumfahrt erfunden wurden. Dies soll die Wichtigkeit und den Nutzen von Weltraumtechnologien im Alltag der Menschen zeigen. Das Certified Space Technology-Siegel soll außerdem einen Marktvorteil für Partner bieten.

### Kategorien zertifizierter Produkte
„Certified Technology Product“
Diese Produkte oder Dienstleistungen sind ein direktes Ergebnis von Weltraumtechnologien oder Entwicklung aus der Raumfahrt, also ein Produkt, das es in dieser Form nur durch Weltraumforschung geben kann. Beispiele sind Outlast Latentwärmespeicher und GPS (mehr Beispiele weiter unten in den Tabellen mit * gekennzeichnet ↓). Dieses Zertifikat umfasst die größte Gruppe an Produkten bzw. Dienstleistungen.
„Certified Educational Product“
Diese Produkte werden in Bildungs/- Erziehungssystemen genutzt, um Interesse in Bezug auf Weltraum zu fördern. Diese Förderung der Bildung ist der Space Foundation besonders wichtig, da somit jeweils die neuen Generationen mit den Technologien vertraut gemacht wird. Es werden beispielsweise spielerische Raketen Simulationsprogramme, oder Modelle, sowie Lernspiele und Weltraumforschung mit einem vollen Zeitplan zertifiziert. (mehr Beispiele weiter unten in den Tabellen mit einem ** gekennzeichnet ↓)
„Certified Imagination Product“
Diese Zertifikation tragen meist Unterhaltungs/- und Spielzeug Produkte, die Weltraum und Forschung spannend wirken lassen sollen. Darunter sind Kinderbücher, die mit Geschichten Spannung erregen sollen. (mehr Beispiele weiter unten in den Tabellen mit einem *** gekennzeichnet ↓)

## Auszeichnung

### John L. „Jack“ Swigert, Jr., Award for Space Exploration
Der im Andenken an John L. „Jack“ Swigert, Jr. vergebene Preis, gewinnen Raumfahrtagenturen, Konsortien, Organisationen und Firmen im Bereich der Raumfahrt. Der Preis wird beim Space Symposium vergeben.
| Jahr | Gewinner                                                                        |  |
| ---- | ------------------------------------------------------------------------------- |  |
| 2005 | NASA’s Mars Exploration Team from JPL NASA Mars Science Laboratory Mission Team |  |
| 2006 | NASA’s Jet Propulsion Laboratory                                                |  |
| 2007 | The California Institute of Technology                                          |  |
| 2008 | Japan Aerospace Exploration Agency                                              |  |
| 2009 | NASA’s Phoenix Mars Lander Team                                                 |  |
| 2010 | The Lunar Crater Observation and Sensing Satellite (LCROSS) Mission Team        |  |
| 2011 | Kein Preis                                                                      |  |
| 2012 | NASA Kepler Mission                                                             |  |
| 2013 | NASA Mars Science Laboratory Mission Team                                       |  |
| 2014 | Kein Preis                                                                      |  |
| 2015 | Rosetta Comet Exploration Team                                                  |  |
| 2016 | Pluto New Horizons Exploration Team                                             |  |
| 2017 | Kein Preis                                                                      |  |
| 2018 | Cassini Mission Team                                                            |  |
| 2019 | NASA Dawn Mission                                                               |  |

### General James E. Hill Lifetime Space Achievement Award
Der Preis wird an Einzelpersonen vergeben, die durch Erforschung, Weiterentwicklung und Nutzung von Weltraumtechnologien, oder in anderen akademischen, industriellen und kulturellen Bereichen mit Bezug auf Weltraum, allgemein einen herausstechenden Nutzen für die Menschheit hatten. Der Preis wird beim Space Symposium vergeben.
| Jahr | Gewinner                                  |
| ---- | ----------------------------------------- |
| 2002 | Norman R. Augustine                       |
| 2003 | James A. Lovell                           |
| 2004 | Bernard A. Schriever                      |
| 2005 | Edward C. Aldridge                        |
| 2006 | Buzz Aldrin                               |
| 2007 | Simon Ramo                                |
| 2008 | Hans Mark                                 |
| 2009 | Peter B. Teets                            |
| 2010 | John Young                                |
| 2011 | Charles Elachi                            |
| 2012 | Thomas S. Moorman, Jr.                    |
| 2013 | Neil A. Armstrong und Sally K. Ride       |
| 2014 | A. Thomas Young                           |
| 2015 | Jean-Jacques Dordain                      |
| 2016 | Richard H. Truly                          |
| 2017 | Piers J. Sellers, OBE, Ph.D.              |
| 2018 | Christopher Columbus "Chris" Kraft, Jr.   |
| 2019 | Lt. Gen. Thomas P. Stafford, USAF (Ret.). |

### Alan Shepard Technology in Education Award
Einen mit der Astronauts Memorial Foundation (AMF) und NASA zusammen vergebener Preis in Gedenken an Alan Shepard gewinnen Personen, die im Bereich Bildung Technologie innovativ eingebunden haben. Der Preis wird beim Space Symposium vergeben.
| Jahr | Gewinner                        |
| ---- | ------------------------------- |
| 2001 | Lori Byrnes                     |
| 2002 | Thomas F. Hunt, Frank E. Waller |
| 2003 | Brian Copes                     |
| 2004 | Charles Geach                   |
| 2005 | Ronald F. Dantowitz             |
| 2006 | Kathy R. Brandon                |
| 2007 | Luther W. Richardson            |
| 2008 | Kevin L. Simmons                |
| 2009 | Ricardo V. Soria                |
| 2010 | Allen V. Robnett                |
| 2011 | James E. Richmond               |
| 2012 | Dr. Cynthia Waters              |
| 2013 | Daniel R. Newmyer               |
| 2014 | Lynne F. Zielinski              |
| 2015 | June Scobee Rodgers             |
| 2016 | Margaret Rhule Baguio           |
| 2017 | Ashlie Blackstone Smith         |
| 2018 | Diego Martinez                  |
| 2019 | Jill Gilford                    |

### Space Achievement Award
Mit dem Preis werden Organisationen und Personen anerkannt, die entscheidende Meilensteine in der Raumfahrt gesetzt haben. Der Preis wird beim Space Symposium vergeben.
| Jahr | Gewinner |
| ---- | --- |
| 1995 | Air University (United States Air Force) |
| 1996 | American Astronautical Society |
| 1997 | James James A. Lovell |
| 1998 | Thomas S. Moorman |
| 1999 | NASA-Boeing International Space Station Team |
| 2000 | Sea Launch |
| 2001 | Hubble Space Telescope Team |
| 2002 | NASA/Industry Galileo (Raumsonde) Team und die Männer und Frauen von dem United States Space Command                                                                     |
| 2003 | U.S. Air Force Evolved Expendable Launch Vehicle Team; Lockheed Martin Evolved Expendable Launch Vehicle Team; The Boeing Company Evolved Expendable Launch Vehicle Team |
| 2004 | Ariane 4 Launch Team |
| 2005 | SpaceShipOneTeam |
| 2006 | The U.S. Titan Trägerrakete Team: Lockheed Martin, United States Air Force, The Aerospace Corporation, NASA                                                              |
| 2007 | Bigelow Aerospace |
| 2008 | United States Air Force |
| 2009 | China's Shenzhou 7 Mission |
| 2010 | Hubble Space Telescope Repair Mission Team |
| 2011 | SpaceX and Télécoms Sans Frontières |
| 2012 | Dr. Junichiro Kawaguchi, JAXA |
| 2013 | National Oceanic and Atmospheric Administration |
| 2014 | U.S. Air Force GPS Team |
| 2015 | Boeing X-37 Team |
| 2016 | SpaceX |
| 2017 | 2017 Year in Space Mission von Scott Kelly und Mikhail Kornienko |
| 2018 | Space Security and Defense Program (SSDP) der U.S. Air Force |
| 2019 | - Peter Wilhelm - Virgin Galactic und The Spaceship Company |

### Douglas S. Morrow Public Outreach Award
Der mit dem Namen des Oscar-Gewinners Douglas S. Morrow versehene Preis, zeichnet Gruppen und Personen aus, die eine signifikante Kontribution an der öffentlichen Wahrnehmung von Weltraumprogrammen.
| Jahr | Gewinner |
| ---- | --- |
| 1995 | Discovery Communications, Inc.                                                                               |
| 1996 | The Apollo 13 Team                                                                                           |
| 1997 | The Cable News Network (CNN)                                                                                 |
| 1998 | NASA's Jet Propulsion Laboratory                                                                             |
| 1999 | The Crew of the Space Shuttle Mission STS-95                                                                 |
| 2000 | Space Awareness Alliance                                                                                     |
| 2001 | Popular Science Magazine                                                                                     |
| 2002 | The late Gene Roddenberry and Majel Barrett Roddenberry                                                      |
| 2003 | Robert T. McCall                                                                                             |
| 2004 | Life magazine                                                                                                |
| 2005 | The Ansari X-Prize Foundation                                                                                |
| 2006 | Tom Hanks |
| 2007 | Eileen M. Collins                                                                                            |
| 2008 | Delaware North Companies Parks & Resorts                                                                     |
| 2009 | Neil deGrasse Tyson, Ph.D.                                                                                   |
| 2010 | Leonard Nimoy                                                                                                |
| 2011 | Weltraum-Journalisten Jay Barbree (NBC News), Marcia Dunn (The Associated Press) und Bill Harwood (CBS News) |
| 2012 | NASA Social Media Team                                                                                       |
| 2013 | Bill Nye the Science Guy und der CEO von der Planetary Society                                               |
| 2014 | Chris Hadfield                                                                                               |
| 2015 | NASA/Industry Exploration Flight Test 1 team                                                                 |
| 2016 | Andy Weir |
| 2017 | DigitalGlobe and The Associated Press                                                                        |
| 2018 | Margot Lee Shetterly                                                                                         |
| 2019 | National Space Council                                                                                       |

### Colorado Space Heroes Hall of Fame
Die Verleihung ehrt die Astronauten, Manager, Regierungsbeamte, Gelehrte und andere Führungspersönlichkeiten die signifikant die Weltraumindustrie von Colorado zu fördern.
| Jahr | Gewinner |
| ---- | --- |
| 2016 | - Ronald M. Sega - General James V. Hartinger, USAF (Ret.) (posthum) - The Honorable Peter B. Teets - Alan Stern |
| 2018 | - Dr. Merri J. Sanchez - Col. James Benson "Jim" Irwin, USAF (Ret.), (posthum) - Norman R. Augustine             |

## Partnerschaft

### Partnerunternehmen
Die Partnerunternehmen bilden das Fundament des „Space Certification Program“. Durch das Siegel bekommen die Partner besondere Anerkennung, weil sie Weltraumfahrt Technologie zum Vorteil des Einzelnen nutzten. Meist sind die Partnerunternehmen kleine bis mittelständische Start-up-Unternehmen, die einen Vorteil durch das Zertifikat im Wettbewerb suchen.
| Unternehmen                                              | zertifizierte Produkte/Services | Beschreibung des Produkts/Service |
| -------------------------------------------------------- | --- | --- |
| American Outdoor Products, Inc.                          | Astronaut Foods* | Astronauten-Essen und Gewürze in typischen Verpackungen |
| Apogee Components, Inc.                                  | RockSim Rocketry Software** | Raketen Bau- und Simulationssoftware |
| Dian Curtis Regan, 'SpaceBoy Books'                      | SpaceBoy Books*** | Kinderbuch über Geschichten im Weltraum |
| Emisshield, Inc.                                         | Trizar Technology* | Hitze abweisende oder absorbierende Materialien |
| Florikan E.S.A., LLC                                     | GAL-XeONE*, Florikan's Student, Teacher and Community Outreach Program**, Sweetgrass Farms, LLC*, Nutricote Controlled Release Fertilizer (CRF)** | Dünger mit Polymer-Überzug, für gleichmäßige Nährstoffabgabe, Programm zum lehren über Düngetechnik, Hydroponische „Mini-Beete“ für kleine Unternehmen, Dünger zur kontrollierten und vorhersehbaren Nährstoffabgabe |
| Immersion                                                | „Joysticks“ (nicht für Öffentlichkeit auf der Spacefoundation-Seite)                                                                              | - |
| Intergalactic Education, LLC                             | Space World** | Computerspiel über Raumfahrt Gegenwart und Zukunft |
| Intergraph Solutions Group                               | „Video Analyst System“ (nicht für Öffentlichkeit auf der Spacefoundation-Seite)                                                                   | - |
| Koolatron                                                | „Thermoelectric Coolers/Warmers“ (nicht für Öffentlichkeit auf der Spacefoundation-Seite)                                                         | - |
| Mannheim Steamroller                                     | Music of The Spheres – Music CD & Concert Tour***                                                                                                 | CD/Konzert Tour mit Weltraumthematik |
| Mother's House Publishing Inc & Little Mary Sunshine LLC | Little Mary Sunshine LLC books*** | Kinderbücher über Astronomie, speziell das Sonnensystem |
| Motion Pixel Lab, Inc.                                   | 8th Edition Drinker's Guide to Colorado*** | Handbuch über Colorado und die dortigen alkoholischen Getränke |
| Nanobeak / Nano Mobile Healthcare Inc.                   | Nanobeak Sensor* | Misst die Zusammensetzung der Atemluft |
| NORAD                                                    | NORAD Tracks Santa*** | Schein-Verfolgung von dem Weihnachtsmann über Radar für Kinder |
| Orbital Systems AB                                       | Shower of the Future* | Duschsystem zur Filterung, druck und wärme Anpassung des Wassers |
| Origin Laboratories                                      | Purosol Optical* | Tuch zum Putzen von Kameralinsen |
| PhiLumina, LLC                                           | Hyperspectral Imaging Systems* | Hyper-spektrales Abbildungssystem |
| Pulsed Harmonix                                          | PEMF Device* | Gerät zur Stimulierung von Nerven zur Schmerzlinderung |
| Reaching for the Stars                                   | „A Musical Journey Through Space and Time“ (nicht für Öffentlichkeit auf der Spacefoundation-Seite)                                               | - |
| Rex Gauge Company                                        | SG-5000 Durometer (nicht für Öffentlichkeit auf der Spacefoundation-Seite)                                                                        | - |
| Rocky Mountain Public Broadcasting Service               | Space Education – Matchwits and Homework Hotline (nicht für Öffentlichkeit auf der Spacefoundation-Seite)                                         | - |
| Rocky Mountain Tracking, Inc.                            | GPS Tracking Services* | Tracking-System für Automobile |
| Saber Astronautics                                       | P.I.G.I. – THE PREDICTIVE GROUNDSTATION PROJECT*                                                                                                  | |
| Salt Cases, LLC                                          | Salt Cases „Salt Bloc“ thermally protective shield*                                                                                               | Schutz vor thermischen Belastungen für elektronische Geräte |
| ScienSonic Laboratories                                  | ScienSonic*** | Ein Musical, mit wissenschaftlichen und raumfahrttechnischen Einflüssen |
| Solar Comfort Window Products                            | - keine Angaben auf der Spacefoundation-Seite -                                                                                                   | - |
| Sputnik's Child, a novel by Fred Ledley                  | Sputnik's Child*** | Eine Novelle in der Zeit des Baby-Boomer, nach Sputniks Start |
| SystemsGo                                                | SystemsGO** | Projekt für Schüler, um praktischen Umgang mit Raketen zu lehren |
| Taylor Devices, Inc.                                     | Seismic Damper Technology* | |
| TEA, Inc. (dba RemQuest)                                 | Emulsified Zero-Valent Iron (EZVI)* | Flüssigkeit zur Dekontamination |
| Unique Logic and Technology, Inc.                        | Play Attention** | Gerät, das Menschen mit ADHS helfen soll, mit PCs umzugehen |
| Universal Remediation, Inc.                              | Petroleum Remediation Product (PRP)* | Filterung für Petroleum-basierte Verschmutzungen im Wasser |
|                                                          | | |
| *Certified Technology Product                            | **Certified Educational Product | ***Certified Imagination Product |

### Korporatives Mitglied
Alle Partnerunternehmen haben gewisse Vorteile, doch wer großen Einsatz zeigt, wird Korporative Mitglied und bekommt extra Aufmerksamkeit. Korporative Mitglieder bekommen Vorankündigung von exklusiven Networking-Events, Sponsorengelder und weiter Geschäfts Entwicklungsmöglichkeiten. Außerdem bekommen Firmenchefs Einladungen zu jährlichen zur Firma passenden Veranstaltungen der Space Foundation.
| Unternehmen                   | zertifizierte Produkte/Services                                                                  | Bereich                                                                                              |
| ----------------------------- | ------------------------------------------------------------------------------------------------ | --- |
| Aerus                         | Radiant Catalytic Ionization Air & Water Purification*                                           | Atemluft-filter                                                                                      |
| AFM Heatsheets                | HEATSHEETS and Thermoflect*, 13-ONE*, JUNTO LLC – The KegSheet™*                                 | Hitzeschutz für Menschen gegen Überhitzung, kompakte Hitzeschutz-Jacke, Multi verwendbare Hitzefolie |
| Analytical Graphics, Inc.     | Systems Tool Kit – Education**, Systems Tool Kit – Technology*                                   | Flug- und Weltraumsimulation für Lehrer und Schüler, Flug- und Weltraumsimulation für Firmen         |
| AriBio Co., Ltd.              | Epfora Skin Care Products*                                                                       | Hautpflegeprodukte                                                                                   |
| Carpet and Rug Institute      | CRI Seal of Approval Program*                                                                    | Staubsauger-Siegel                                                                                   |
| Eagle Eyes                    | Polarized Lens Technology*                                                                       | Polarisierte Sonnenbrillen                                                                           |
| Eagle Shield Industries       | Radiant Barrier Reflective Insulation*                                                           | Hitze-/Kälteisolations Folie                                                                         |
| Imergy Power Systems, Inc     | Imergy's Energy Storage Platforms (ESP) (nicht für Öffentlichkeit auf der Spacefoundation-Seite) | - |
| Outlast Technologies LLC      | Comfort Phase Change Materials*                                                                  | Latentwärmespeicher-Kleidung                                                                         |
| Quilts of Denmark             | TempraKON(r) Quilts and Pillows*                                                                 | Kissen und Decken mit Temperaturkontrolle                                                            |
| Tempur-Pedic                  | Pressure Relieving Sleep Surfaces*                                                               | Matratzen mit Körpergewichts und Wärmeanpassung                                                      |
| TIMEZ5 Global Inc.            | TIMEZ5 prayer mat*                                                                               | Matte mit Einlagen für Muslime zum beten                                                             |
| Water Security Corporation    | Water Purification Systems*                                                                      | Wasserfiltersystem                                                                                   |
| X-1R Corporation, The         | Engine Treatment and Lubricants (nicht für Öffentlichkeit auf der Spacefoundation-Seite)         | - |
|                               |                                                                                                  | |
| *Certified Technology Product | **Certified Educational Product                                                                  | ***Certified Imagination Product                                                                     |